# Lunamoto
Los lunamotos o lunomotos son movimientos sísmicos lunares que se generan a una profundidad de entre 600 y 1000 kilómetros, y su número ronda los 3000 al año. 
Se han clasificado tres clases distintas de lunamotos: por impactos de bólidos, naturales e inducidos artificialmente.
De los primeros podemos destacar el ocurrido en julio de 1972, y producido por un objeto de aproximadamente 1000 kilogramos de peso. 
Los sismómetros lunares, dejados por las misiones Apolo, han registrado señales que muestran impactos meteóritos del orden de 70 a 150 al año, con unas masas variables entre los 100 gramos hasta la tonelada de peso.
Los lunamotos artificiales o inducidos, han sido causados por el hombre en su estudio del origen y génesis lunar. Se generan mediante la explosión de cargas en la superficie de nuestro satélite, o mediante el impacto de objetos en la Luna como el lanzamiento controlado de sondas o fases inútiles de vehículos espaciales contra el suelo. 
Los naturales son aquellos producidos por la propia geología lunar, causados por el reacomodamiento interno de la Luna debido a que la órbita de esta no es un círculo perfecto, ya que presenta una excentricidad, distinguiéndose los profundos, generados por las mareas, y los superficiales cuyo origen es la expansión y contracción de las rocas superficiales producidas por el calentamiento del Sol. 
Los lunamotos naturales tienen su origen en el interior del globo lunar, habiéndose detectado del orden de 4 por semanas aunque ninguno de ellos ha sobrepasado los 2 grados en la escala de Richter, prácticamente imperceptible por el hombre.
Los focos de una tercera parte de estos sísmos, se localizan en una decena de puntos del globo lunar, teniendo la mitad de ellos un foco común situado a 800 metros de profundidad, bajo un pequeño macizo montañoso que separa los mares Nubium y Humorum.
Los epicentros hasta ahora localizados se sitúan a lo largo de dos líneas de unos 2000 kilómetros de largo, una de las cuales está situada aproximadamente a la altura del meridiano 30ºW, y la otra orientada en dirección SW-NE.
Otra particularidad curiosa de los lunamotos, es la de producirse sobre todo durante la semana que corresponde al paso de la Luna por su perigeo, evidenciando así que estos movimientos son favorecidos por la marea que provoca la atracción terrestre, y que en esa fase de acercamiento máximo se traduce en una onda de aproximadamente 50 cm de amplitud que se propaga por la corteza lunar.
Los lunamotos tienen una magnitud máxima de 5 en la escala Richter y de esta clase solamente ocurren una vez al año aproximadamente.
- Datos: Q1130706